# Ágasegyháza
Ágasegyháza este un sat în districtul Kecskemét, județul Bács-Kiskun, Ungaria, având o populație de 1.913 locuitori (2011). 

## Demografie
Componența etnică a satului Ágasegyháza
     Maghiari (96,49%)
     Români (1,52%)
     Germani (1,1%)
     Necunoscut (0,63%)
     Sârbi (0,26%)
     Alții (0,63%)
Componența confesională a satului Ágasegyháza
     Romano-catolici (65,66%)
     Reformați (14,48%)
     Fără religie (4,55%)
     Necunoscută (13,85%)
     Alte religii (2,61%)
Conform recensământului din 2011, satul Ágasegyháza avea 1.913 locuitori. Din punct de vedere etnic, majoritatea locuitorilor (96,49%) erau maghiari, existând și minorități de români (1,52%) și germani (1,1%). Apartenența etnică nu este cunoscută în cazul a 0,63% din locuitori.  Din punct de vedere confesional, majoritatea locuitorilor (65,66%) erau romano-catolici, existând și minorități de reformați (14,48%) și persoane fără religie (4,55%). Pentru 13,85% din locuitori nu este cunoscută apartenența confesională.